# Jetro Willems
Jetro Danovich Sexer Willems, född 30 mars 1994 i Willemstad, Nederländska Antillerna, är en nederländsk fotbollsspelare som spelar för holländska Heracles Almelo. Han har tidigare representerat det nederländska landslaget. 

## Klubbkarriär
I juli 2017 värvades Willems av tyska Eintracht Frankfurt, där han skrev på ett fyraårskontrakt. Den 2 augusti 2019 lånades Willems ut till Newcastle United på ett låneavtal över säsongen 2019/2020. Willems gjorde sin Premier League-debut den 11 augusti 2019 i en 1–0-förlust mot Arsenal, där han blev inbytt i den 54:e minuten mot Jonjo Shelvey. Den 25 augusti 2021 värvades Willems av Greuther Fürth, där han skrev på ett tvåårskontrakt.

## Landslagskarriär
I Europamästerskapet i fotboll 2012 blev Willems med sina 18 år och 71 dagar den 9 juni 2012 i matchen mot Danmark den yngsta spelaren någonsin i EM-sammanhang. Därmed suddade han ut rekordet av belgaren Enzo Scifo som var 18 år och 115 dagar i EM 1984.